# Bâtiment du lycée de Smederevska Palanka
Le bâtiment du lycée de Smederevska Palanka (en serbe cyrillique : Зграда Гимназије у Смедеревској Паланци ; en serbe latin : Zgrada Gimnazije u Smederevskoj Palanci) se trouve à Smederevska Palanka, dans le district de Podunavlje, en Serbie. Il est inscrit sur la liste des monuments culturels protégés de la république de Serbie (identifiant no SK 614).

## Présentation

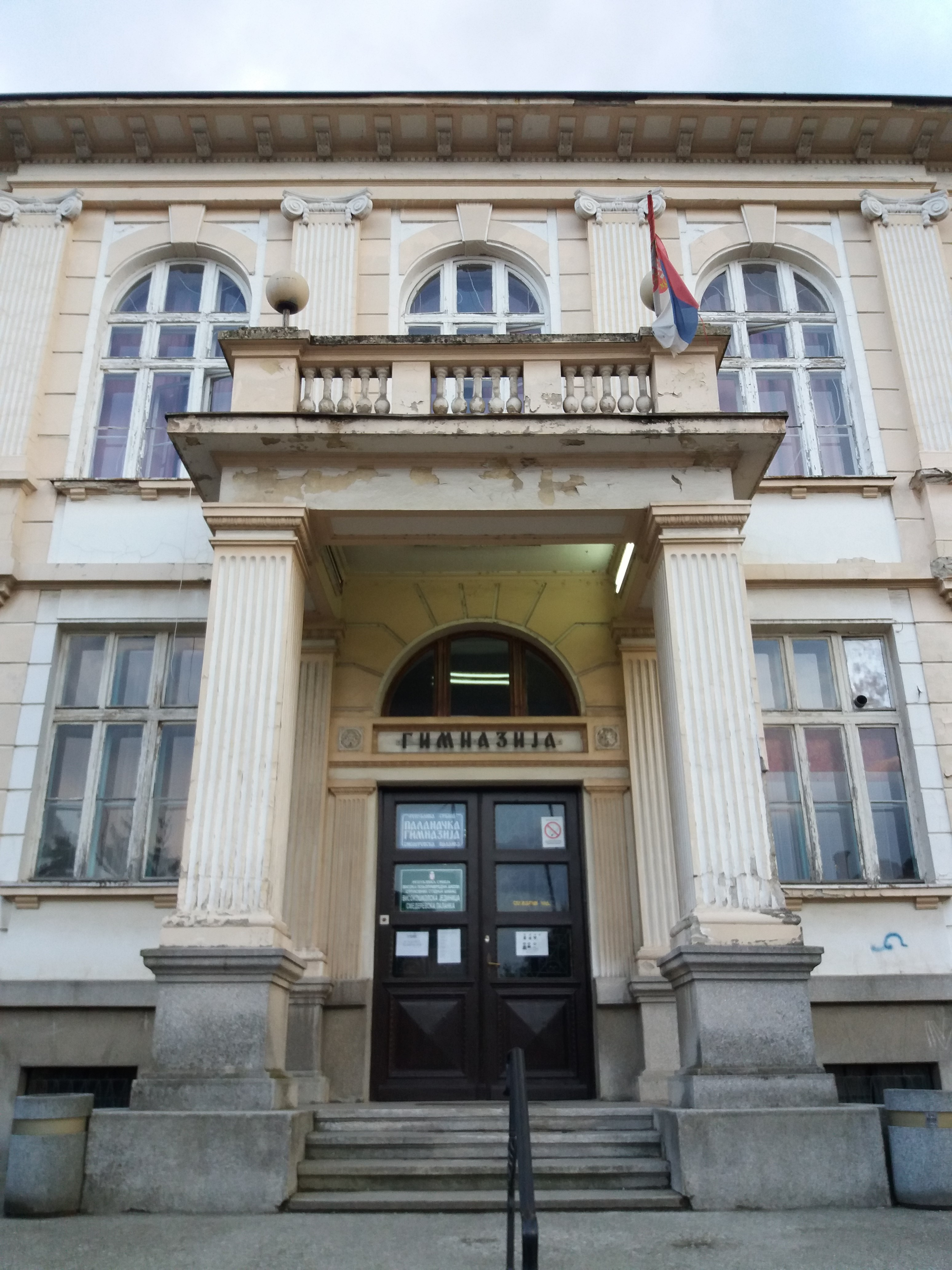
Détail de l'entrée.

Le bâtiment actuel a été construit en 1928-1929, à l'emplacement du vieux lycée de la ville.
De dimension monumentale et de plan complexe, il est construit en briques enduites de mortier. Il est constitué d'un sous-sol, d'un rez-de-chaussée, d'un étage et d'un grenier. L'espace entre les étages est en béton armé, à l'exception de celui entre l'étage supérieur et le grenier qui est en bois. Le toit, de structure complexe, possède une charpente en bois recouverte de tuiles.
Le bâtiment a été conçu selon les principes fonctionnels et organisationnels des établissements scolaires de cette époque.
Sur le plan architectural, il est marqué par une imposante avancée centrale qui abrite l'entrée principale ; cette avancée est dotée d'un balcon reposant sur des piliers carrés ; l'avancée accentue la symétrie de la façade. Par son style, l'édifice peut être rattaché au style néo-Renaissance.
Le lycée a pour un temps porté le nom du héros national Sveta Đorđević ; un buste commémoratif du héros a été installé devant l'établissement.

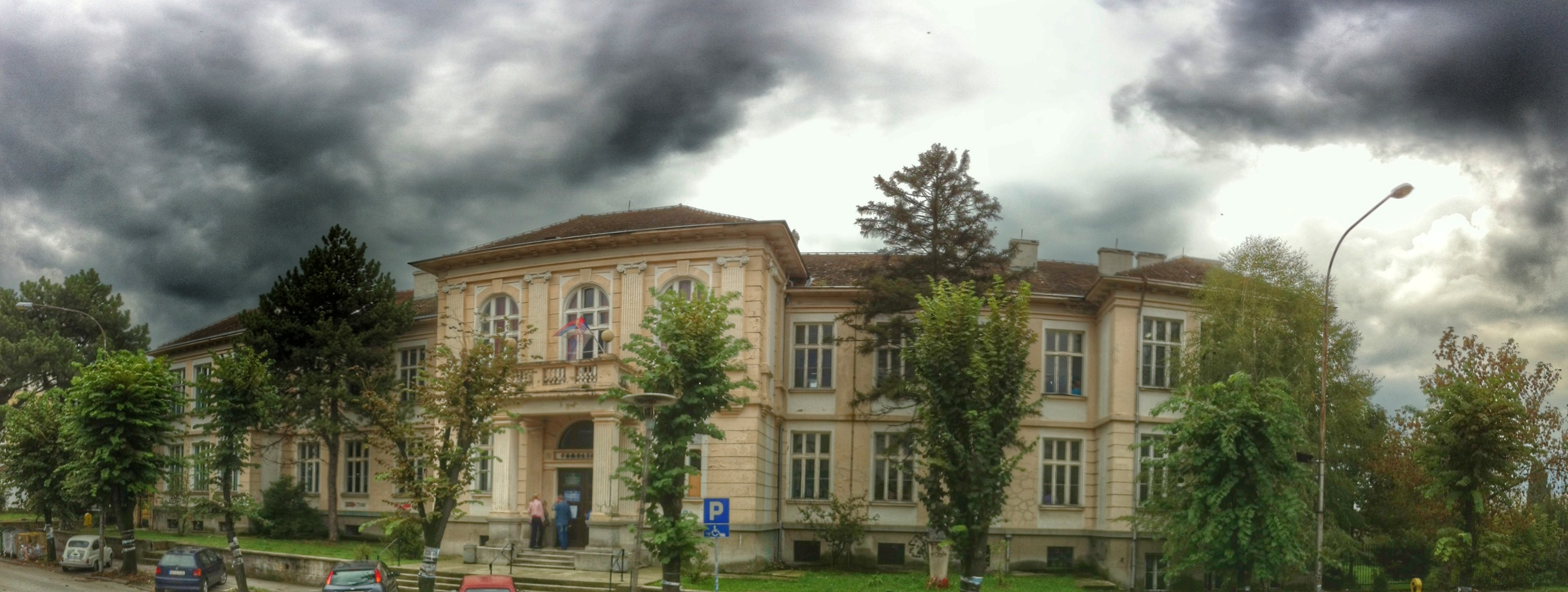
Vue panoramique de lycée.